# Уэст-Валли-Сити
Уэст-Валли-Сити (англ. West Valley City) — город в округе Солт-Лейк и пригород Солт-Лейк-Сити в штате Юта, США. При переписи населения в 2000 году было 108 896 человек, в 2008 году, по оценкам Бюро переписи населения США, численность населения составляла 123 447 человек, делая город вторым в штате по этому показателю.

## История
Самыми первыми известными жителями западной части долины Солёного озера были индейские племена Юта и Шошони.
Первыми европейцами, живущими в этом районе, были мормоны. Евроамериканцы прибыли в долину Солёного озера в 1847 году.
Район Грейнджер был заселён валлийскими пионерами, которые приехали в Юту с Дэном Джонсом в 1849 году. В этом районе были развиты ирригационные системы и сельское хозяйство. В 1930 году в Грейнджере и его окрестностях проживало около 1000 человек.
Район Хантер не был заселён до 1876 года. Это поселение было основано Расмусом Нильсеном, Эдвардом Раштоном, Августом Ларсеном. Орошение земель началось в 1881 году, и главной культурой были плодовые деревья.
Город начал испытывать быстрый рост в 1970-х годах, когда область, которая в настоящее время является городом Западной долины, состояла из четырёх отдельных общин Хантера, Грейнджера, Честерфилда и Редвуда. Эти четыре неинкорпорированные области объединились в 1980 году, чтобы сформировать современный город. Во время зимних Олимпийских игр 2002 года город Уэст-Вэлли был официальным местом проведения соревнований по мужскому и женскому хоккею.
19 мая 2011 года в Уэст-Вэлли был обнародован официальный план по созданию центральной части города, опираясь на уже существующие  разработки. Она будет известна, как станция Фэрборн (названная в честь Джозефа Фэрборна, раннего поселенца, который управлял весовой станцией в этом районе в конце 19-го века) и будет занимать площадь примерно 16 га, для строительства понадобится около $500 миллионов. Центр будет состоять из мэрии, здания суда, полицейского управления, библиотеки, а также восьмиэтажные посольские апартаменты, гостиница и жилой комплекс и зелёная линия TRAX . По состоянию на 2016 развитие является неполным, линия TRAX была открыта в 2011 году, а гостиница в 2012 году, но мэрия и правительственный центр находятся в стадии строительства.

## География
Согласно Бюро переписи населения США, общая площадь города — 91,8 км² (35,5 кв. мили), из которых: 91,7 км² (35,4 кв. мили) — земля и 0,2 км² (0,1 кв. мили) (или 0,17 %) — вода. Город расположен в северо-западной части долины Солт-Лейк.

## Демография
По оценкам Бюро переписи населения США  на 2017 год в городе Уэст-Вэлли насчитывалось 136 170 человек. Расовый состав округа был 46,8%  белых, 2,4% черных , 1,0% коренных американцев , 5,5% азиатских , 4,4% тихоокеанских островитян и 4,3% от двух или более рас. Испаноговорящие составили 37,7% от всех жителей города.

## Экономика

### Лучшие работодатели
Согласно комплексному годовому финансовому отчету города за 2017 год , Это лучшие работодатели в городе: 
| #  | Employer                   | # of Employees |
| -- | -------------------------- | -------------- |
| 1  | Discover Financial         | 4,200          |
| 2  | United Parcel Service      | 1,320          |
| 3  | Swift Transportation       | 1,118          |
| 4  | Select Portfolio Servicing | 987            |
| 5  | Hexcel                     | 953            |
| 6  | Verizon Wireless           | 916            |
| 7  | West Valley City           | 909            |
| 8  | Sutter Health              | 804            |
| 9  | USANA Health Sciences      | 778            |
| 10 | Walmart                    | 629            |
| 11 | Jacobsen Construction      | 616            |
| 12 | Pride Transport            | 606            |
| 13 | Six Continents             | 587            |
| 14 | CR England                 | 544            |
| 15 | Wheeler CAT                | 520            |
| 16 | ATK Launch Systems         | 452            |
| 17 | Old Dominion Freight Line  | 441            |
| 18 | Jordan Valley Medical      | 418            |
| 19 | Zions Bank Commercial      | 414            |
| 20 | Freightliner of Utah       | 402            |
| 21 | Hunt Electric              | 397            |
| 22 | Federal Express            | 396            |
| 23 | Zions Bank Data            | 366            |
| 24 | YRC Worldwide              | 360            |
| 25 | ADP                        | 338            |

## Города-побратимы
- Наньтоу, Тайвань, Китайская Республика
- Бока-дель-Рио, Веракрус, Мексика